# آنو کاپور
آنو کاپور (به انگلیسی: Annu Kapoor) (زاده ۲۰ فوریه ۱۹۵۶) بازیگر هندی است.
از فیلم‌هایی که وی در آن نقش داشته‌است می‌توان به جولی ال‌ال‌بی ۲ اشاره کرد.

## فیلم‌شناسی
فهرست برخی از فیلم‌هایی که آنو کاپور در آنها به ایفای نقش پرداخته‌است:
- قتل بی‌نقص
- جولی ال‌ال‌بی ۲
- ما کمتر از دیگران نیستیم
- جان من تو بگو
- من آزاد هستم
- آرجون پاندیت
- سه برادر
- حس ناشناخته
- ۷ قتل بخشش
- داماد
- ویکی اهداکننده
- ویرانه
- گردش
- گمشده
- بنیان سنگی
- کلینیک خانوادگی
- بازار
- آتش دل
- دختر رؤیایی
- جنگجو
- برنده
- آقای عاشق
- علاقه‌مندان
- چهره
- خداحافظ
- بحران آیین
- همه‌جا دزد هست
- دختر رؤیایی ۲
- آخرین غلام